# Scarface: The World Is Yours
Scarface: The World Is Yours este un joc video de acțiune-aventură dezvoltat de Radical Entertainment și publicat de către Vivendi Universal Games. A fost lansat în octombrie 2006 pentru Microsoft Windows, Xbox și PlayStation 2, iar ulterior și pentru Wii în 2007. O versiune pentru Xbox 360 a fost, de asemenea, planificată, dar a fost anulată.
Jocul este un sequel pentru filmul din 1983 intitulat Scarface, care modifică finalul filmului astfel încât protagonistul, Tony Montana, un emigrant cubanez care și-a clădit un imperiu în Miami din traficul de droguri, nu este omorât în conacul său, ci supraviețuiește și, după câteva luni petrecute în ascundere, începe să-și reclădească imperiul și să încerce să se răzbune pe toți inamicii săi. Modelul 3D al lui Tony este dat de către Al Pacino, actorul care l-a jucat pe Tony în film, dar vocea îi este dată de către André José Sogliuzzo, întrucât Pacino era prea bătrân ca să-și reinterpreteze rolul. Alți actori din film se întorc cu roluri noi în joc, precum Steven Bauer, Robert Loggia și Al Israel.
Jocul a avut parte de recenzii în general pozitive, criticii comparându-l cu jocul de succes din 2002 Grand Theft Auto: Vice City (care este însuși inspirat de filmul Scarface) și cel din 2004 Grand Theft Auto: San Andreas. A fost lăudat pentru faptul că a menținut atmosfera din film, umorul său și caracterizarea corectă a lui Tony însuși. A fost, de asemenea, un succes comercial, vânzând peste 2 milioane de copii pentru toate platformele.

## Gameplay
Scarface este un joc de acțiune-aventură plasat într-un open-world și jucat dintr-o perspectivă third person, în care jucătorul îl controlează pe Tony Montana în timp ce acesta încearcă să recâștige controlul asupra traficului de droguri în Miami, să elimine bandele rivale și să-și restabilească propria reputație în lumea criminală.

### Combat
Gameplay-ul de bază și mecanicile din joc sunt foarte asemănătoare cu cele din seria Grand Theft Auto. Ca atare, Montana poate conduce vehicule (mașini și bărci), se poate deplasa pe jos, poate interacționa cu civili și NPC-uri atât ostili cât și non-ostili, poate realiza misiuni principale și sub-misiuni și poate folosi o varietate de arme: pistoale, mitraliere, shotgun-uri, puști de asalt, snipere, lansatoare de rachete, drujbe și diverse arme de luptă corp la corp, precum conducte și machete. Spre deosebire de majoritatea jocurilor Grand Theft Auto, Montana nu poate ucide oameni nevinovați. Dacă jucătorul încearcă să tragă într-o persoană non-ostilă, Montana va refuza; dacă jucătorul încearcă să lovească o persoană nevinovată cu o mașină, aceasta va fi doar rănită. Cu toate acestea, pe măsură ce jocul progresează, jucătorul dobândește acces la unii dintre angajații lui Montana; un șofer, un pilot de barcă, un traficant de arme, un executor și un asasin. Când acești angajați au fost deblocați, jucătorul poate schimba controlul din Montana la oricare dintre ei (cu excepția traficantului de arme), iar atunci când joacă ca executor sau asasin, jucătorul poate ucide oameni nevinovați.
Când trage, jucătorul se poate bloca de inamic sau poate ținti manual, lovind anumite părți ale corpului pentru a produce reacții diferite. De exemplu, dacă Montana trage un adversar în picior, acesta va cădea în jos, dar va continua să tragă. Dacă lovește un adversar în braț, acesta va rămâne în picioare, dar scopul lor va fi compromis. Lovirea adversarilor prin țintirea manuală câștigă lui Montana mai multe „bile” decât folosirea sistemului de blocare. Câștigarea mingilor umple „contorul mingilor”, care este o componentă esențială a luptei în joc. Odată ce contorul este plin, modul „Blind Rage” devine disponibil. În acest mod, jocul trece la prima persoană și trece în mișcare lentă, obiectivul devine automat, jucătorul achiziționează muniție infinită și nu trebuie să își reîncarce arma și fiecare dușman ucis câștigă sănătate Montana. De asemenea, Montana poate achiziționa mingi bătându-i pe adversarii înfrânți, insultând șoferii care s-au lovit de mașina sa, câștigând curse stradale, finalizând misiuni și purtând conversații cu personaje aleatorii. 

### Imperiul
Există patru regiuni geografice principale pe care Montana trebuie să le controleze pentru a finaliza jocul; Mica Havana, Downtown, South Beach și North Beach. La începutul jocului, întreaga hartă este disponibilă pentru a fi explorată, însă Montana nu poate efectua misiuni, să atace bande rivale sau să cumpere proprietăți nicăieri, cu excepția Mica Havana. Fiecare gazon trebuie controlat 100% înainte ca următoarea să devină disponibilă pentru misiuni. Dobândirea de 100% necesită jucătorul să efectueze anumite acțiuni în fiecare regiune; achiziționează un anumit număr de fronturi, elimină bandele rivale și îndeplinește misiuni mai mici care implică achiziționarea și vânzarea de cocaină. Pentru a achiziționa fronturi, Montana trebuie să îndeplinească o misiune pentru proprietar înainte ca aceștia să-i vândă afacerea - aceste misiuni, însoțite de misiuni de poveste, reprezintă nucleul jocului principal. Odată achiziționate, fronturile pot fi atacate de bandele rivale. Pentru a combate acest lucru, Montana poate instala camere de securitate pentru a-l avertiza asupra unui atac iminent și a gardienilor care să-i apere pe atacatori până ajunge la fața locului. După ce a achiziționat numărul necesar de fronturi într-o regiune, el trebuie să preia controlul magaziei respectivei regiuni, care va intra în posesia unei bande rivale. 
O parte majoră a gameplay-ului este „Reputația”. Există opt niveluri de Reputație (fiecare nivel reprezentat de o literă în cuvântul „Scarface”) și anumite elemente și misiuni nu pot fi deblocate până când jucătorul nu a atins un anumit nivel de Reputație. Reputația poate fi crescută prin diferite mijloace, cum ar fi finalizarea misiunilor și cumpărarea fronturilor, finalizarea misiunilor laterale și cumpărarea de „exotice” (accesorii folosite pentru decorarea conacului lui Montana). Creșterea în reputație și creșterea numărului de bile Montana deblochează, de asemenea, „femme fatale”. Dacă Montana le poate convinge pe aceste femei să vină la conacul său, acestea îi vor oferi creșteri de stat, cum ar fi rezistență mai mare.
Fundația imperiului lui Montana este traficul de cocaină. Pentru a achiziționa cocaină pentru a vinde, jucătorii trebuie să finalizeze misiuni secundare numite „Felix conduce”. Acestea implică Montana îndeplinirea unei misiuni pentru contactul său Felix. După finalizarea cu succes a misiunii, Felix va pune în contact Montana cu un furnizor de cocaină, de la care Montana poate achiziționa cocaină. Dacă este un „furnizor mic”, Montana poate achiziționa doar o anumită cantitate de grame, care poate fi vândută direct dealerilor de stradă sau distribuită prin fronturi. Cu toate acestea, dacă este un „furnizor mare”, Montana poate achiziționa kilograme, care trebuie transferate într-un depozit. El trebuie apoi să meargă pe o drogă, distribuind cocaină pe toate fronturile sale într-o singură misiune, în timp ce este urmărit de membrii rivali ai bandei. Mai târziu în joc, Montana poate achiziționa cantități mai mari de cocaină din insulele din Caraibe spre sudul Miami, pe care trebuie apoi să se întoarcă pe continent prin barcă, evitând pirații și paza de coastă, înainte de a distribui drogurile pe fronturile sale printr-un drog. rula.

### Banii și poliția
Montana are acces la două tipuri diferite de bani în joc. Banii pe mână se numesc „bani murdari”. Dacă jucătorul moare, este arestat sau este zguduit de o altă bandă, jucătorul își va pierde toți banii murdari. Singura modalitate de a proteja banii lui Montana și de a se asigura că nu se pierde atunci când jucătorul moare, este să-l spălați într-o bancă. Jucătorul este liber să spele banii la o bancă oricând dorește (cu excepția misiunilor), dar de fiecare dată când spală bani, banca va lua o reducere din total. Procentul tăierii lor este determinat de nivelul de „căldură de polițist” pe care îl are în prezent Montana; cu cât este mai mare căldura lui, cu atât este mai mare tăierea lor.
„Atenția din partea poliției” și „Atenția din partea bandelor” sunt două contoare care sunt active în permanență în timpul jocului. Primul determină rata dobânzii la bănci, iar a doua determină prețul cocainei; cu cât este mai mare atenția, cu atât mai puțin Montana se poate încărca. Dacă Montana, sau vreunul dintre asociații săi, cauzează multă violență în public, atenția poliției va crește, iar poliția va ajunge să-l urmărească Montana. Această atenție poate scădea prin darea de mită, iar cea a bandelor poate fi redusă prin intimidarea altor bande. Dacă Montana continuă să comită crime, atenția poliției se poate ridica până la punctul în care Montana intră în modul „Ești futut”, în care nu poate scăpa de poliție în viață. Un mini-joc în stil „swing swing”, în care jucătorul trebuie să încerce să oprească contorul într-o anumită zonă, este utilizat pentru a controla negocierea tranzacțiilor de droguri, intimidarea altor bande și mituirea polițiștilor.

## Povestea
Jocul începe cu ultima scenă a filmului, cu Tony Montana (jucat de André José Sogliuzzo) fiind nevoit să-și apere concacul de mai multe valuri de asasini trimiși de Alejandro Sosa (Robert Davi). Spre deosebire de film, însă, Tony reușește să le țină piept oamenilor lui Sosa și să fugă din conac chiar când DEA-ul și Departamentul de Poliție din Miami sosesc. Sosa primește apoi un apel de la unii dintre oamenii săi, care îi spune că conacul lui Tony a luat flăcări și este sub controlul autorităților, imperiul său de droguri a fost redus la nimic, iar Tony este cu siguranță mort. Între timp, Tony se ascunde într-o cabană și se plânge de moartea prietenului său Manny și a surorii sale Gina, de faptul că nu a ascultat de sfaturile celorlalți din cauza încăpățânării sale, promite să se lase de cocaină și jură să se răzbune pe Sosa.
Trei luni mai târziu, Tony se întoarce în Miami. Toate proprietățile sale au fost confiscate, iar cartierele din Miami pe care le controla sunt acum împărțite între diferite cartele de droguri. Prima sa acțiune este să-l roage pe George Sheffield (James Woods) să fie avocatul său din nou. Sheffield acceptă, dar cere un preț mult mai mare ca înainte, iar cum Tony nu mai are nicio autoritate acum, el este nevoit să accepte. El se întâlnește apoi cu vechiul său prieten și contact Felix (Carlos Ferro), care îi spune că Sosa lucrează cu Gaspar Gomez (Cheech Marin) într-un efort de a cuceri toate vechile teritorii ale lui Tony. De asemenea, el îl avertizează că sunt puțini dealeri de droguri de încredere rămași, majoritatea raportându-i totul lui Sosa. Tony spune că trebuie să realizeze câteva tranzacții mici pentru a obține suficienți bani să-și cumpere conacul înapoi de la poliție și începe să-și reconstruiască imperiul. Felix îl sfătuiește să vorbească cu o chelneriță numită Coco (Nika Futterman). Aceasta îi face legătura cu câțiva dealeri și Tony începe încet să-și reclădească reputația,  câștigând suficienți bani pentru a obține înapoi conacul său. El îl sună apoi pe Felix, care îi spune că Gaspar ar putea face trafic de bani. Tony fură unul dintre camioanele lui Gaspar, ce conține $50.000, și folosește banii pentru a-și deschide un cont bancar. Reluând legătura cu vechiul său bancher, Jerry (Michael York), Tony se folosește de bancă pentru a spăla bani și începe să preia controlul cartierului Little Havana de la Frații Diaz. Pe măsură ce reputația lui Tony crește, Frații Diaz plănuiesc să-l omoare. După ce supraviețuiește unei încercări de asasinare și află de la unul din ucigași că Frații Diaz i-au omorât mama, Tony îi omoară pe amândoi și preia astfel controlul asupra Little Havana.
Mai târziu, Tony primește un apel de la Pablo (Wilmer Valderrama), un asociat de-al lui Sheffield, care îi spune că are informații cu privire la soția sa de care s-a despărțit, Elvira, și aranjează o întâlnere. Întâlnirea se dovedește a fi o capcană, dar Tony scapă și îl omoară pe Pablo, după care realizază că Sheffield l-a trădat. În același timp, Tony plănuiește să preia controlul asupra Downtown de la cartelul Contreras. După ce reușește acest lucru, el este contactat de Sandman (Steven Bauer), un producător de cocaină misterios din insulele Caraibe la sud de Miami. Sandman îl vrea la rândul său pe Sosa afară din peisaj și îl stabilește o întâlnire cu Tony, unde cei doi ajung la concluzia că îl pot aduce pe Sosa la faliment dacă Tony vinde în Miami drogurile produse de Sandman. Tony se întâlnește apoi cu Venus (Cree Summer), fosta iubită a lui Sandman, care are o influență mare asupra insulelor la rândul ei. Aceasta îi spune de proprietarul unui cazinou aflat pe un vapor în apropiere, care omoară femei și le aruncă corpurile în apă, și îi cere lui Tony să se ocupe de această problemă. Tony descoperă că proprietarul cazinoului este de fapt Nacho Contreras, care controla Downtown înainte, și îl omoară la bordul vaporului său.
Tony își propune apoi să preia controlul asupra South Beach și North Beach, care sunt ambele controlate de Gaspar Gomez. După ce realizează acest lucru, el este sunat de Sandman, care îi spune că urmează să declanșeze un război împotriva cartelurilor de droguri Columbiene. Totuși, Columbieni află de planul lui Sandman și îi atacă plantația. Tony îl ajută să o apere, dar Sandman îi spune apoi că Columbienii au preluat controlul asupra laboratorului său de procesare de pe insula Tranquilandia și îi țin pe muncitori ostatici. După ce Tony îi omoară pe Columbieni și salvează ostaticii, Sandman îi vinde lui plantația sa, însemând că Tony controlează acum atât producția, cât și distribuția de droguri, făcându-l cel mai puternic lord de droguri din regiune și permițându-i în sfârțit să se ducă după Sosa, care se ascunde în Bolivia.
La conacul său, Sosa ține o întâlnire cu Gomez și Sheffield, discutând despre cum ar putea scăpa de Tony. Chiar în acel moment, Tony atacă conacul și se luptă cu toți oamenii lui Sosa, omorându-i în cele din urmă pe Sheffield și pe Gomez, înainte de-al confrunta pe Sosa, care îi spune lui Tony că l-a avertizat să nu-l trădeze, dar acesta a făcut-o (referindu-se la momentul din film când Sosa l-a trimis pe Tony să asasineze un jurnalist, dar acesta refuzat din cauză că erau copiii nevinovați în mașina jurnalistului). Sosa spune că în afacerea lor, uneori trebuie să fie omorâți și copii, dar Tony nu-l ascultă și îl omoară odată pentru totdeauna. Când se pregătește să părăsească conacul, Tony dă peste singurul supraviețuitor dintre oamenii lui Sosa, dar în loc să-l omoare, îi oferă o slujbă.
Jocul se termină cu supraviețuitorul lucrând în calitate de valetul lui Tony, în timp ce acesta și Venus se uită la telivizor dintr-un jacuzzi. Simțindu-se bine cu privire la cum viața sa a ajuns, Tony spune că în sfârșit a obținut ce a simțit dintotdeauna că i se cuvine: "lumea".